# Костадин Илиев
Костадин (Костак) Илиев е български революционер, горноджумайски деец на Вътрешната македоно-одринска революционна организация.

## Биография
Роден е в 1872 година в Радовиш, тогава в Османската империя, днес в Северна Македония. В 1895 година завършва седмия випуск на педагогическото отделение при българската мъжка гимназия в Солун и става учител в Горна Джумая. Влиза във ВМОРО и е един от основателите на първия революционен комитет в града. В 1902 година завършва философия и педагогия в Софийския университет.
По случай 15-ата годишнина от Илинденско-Преображенското въстание, за заслуги към постигане на българския идеал в Македония през Първата световна война в 1918 година е награден с бронзов медал „За заслуга“.
Женен е за петричанката учителка Митра Янева Стоименова.